# Загаюв (Казімерський повіт)
Загаюв (пол. Zagajów) — село в Польщі, у гміні Чарноцин Казімерського повіту Свентокшиського воєводства.
Населення — 260 осіб (2011).
У 1975-1998 роках село належало до Келецького воєводства.

## Демографія
Демографічна структура на день 31 березня 2011 року:
|          | Загалом | Допрацездатний вік | Працездатний вік | Постпрацездатний вік |
| -------- | ------- | ------------------ | ---------------- | -------------------- |
| Чоловіки | 128     | 20                 | 90               | 18                   |
| Жінки    | 132     | 21                 | 72               | 39                   |
| Разом    | 260     | 41                 | 162              | 57                   |